# 최은애 (1986년)
최은애(1986년 5월 29일 ~ )는 대한민국의 방송인이다.

## 학력
- 서울예술대학교 방송연예과

## 출연 작품
- 스타 7224 (온게임넷)
- 용선생의 매너파일런 (온게임넷)
- 용선생의 매너파이터 (온게임넷)
- 켠김에 왕까지 (온게임넷)

## 같이 보기
- 이신애
- 김지인
- 서연지